# Reinado Internacional del Café 2017
El Reinado Internacional del Café 2017 es la XLVI edición del certamen Reinado Internacional del Café, el cual se realizó del 2 al 7 de enero de 2017, durante el marco de la Feria de Manizales en Manizales, Colombia. Al evento asistieron 28 candidatas de diferentes países del mundo. Al final del evento, la reina saliente Maydeliana Díaz de Venezuela coronó a Marilú Acevedo de México como su sucesora.

## Resultados
| Posición                             | Candidata                        |
| ------------------------------------ | -------------------------------- |
| Reina Internacional del Café 2017    | - México - Marilú Acevedo        |
| Virreina Internacional del Café 2017 | - Honduras - Kerelyne Campigotti |
| 1.ª Princesa                         | - Italia - Sara Croce            |
| 2.ª Princesa                         | - Brasil - Francielly Soares     |
| 3.ª Princesa                         | - Venezuela - Ana Cristina Díaz  |

## Premios Especiales
| Premio            | Candidata                        |
| ----------------- | -------------------------------- |
| Mejor Rostro      | - Polonia - Magdalena Wesołowska |
| Mejores Piernas   | - Brasil - Francielly Soares     |
| Cabello más Lindo | - Brasil - Francielly Soares     |

### Reina de la Policía
| Posiciones                    | Delegadas |
| ----------------------------- | --- |
| Reina de los Carabineros 2017 | - Puerto Rico - Ciara Rosendo                                                                                      |
| Top 5                         | - Brasil - Francielly Soares - Honduras - Kerelyne Campigotti - Paraguay - Alma Villagra - Uruguay - Wendy Lehmann |

## Candidatas
28 candidatas compitieron por el título:
| País                 | Candidata                                   | Edad | Estatura | Residencia          |
| -------------------- | ------------------------------------------- | ---- | -------- | ------------------- |
| Alemania             | Alexandra Waluk                             | 20   | 1.75 m   | Bad Segeberg        |
| Argentina            | Agustina Rosso                              | 21   | 1.78 m   | Rosario             |
| Bahamas              | Tiasha Winnifred Lewis                      | 17   | 1.64 m   | Freeport            |
| Bolivia              | Katherine Aysathu Añazgo Orozco             | 22   | 1.72 m   | Tarija              |
| Brasil               | Francielly Soares Ouriques                  | 24   | 1.74 m   | São José            |
| Canadá               | Camila González                             | 19   | 1.75 m   | Toronto             |
| Chile                | Nicolé Celeste Arancibia Huerque            | 24   | 1.73 m   | Santiago            |
| Colombia             | María Camila Múnera Galeano                 | 19   | 1.74 m   | Pereira             |
| Costa Rica           | Génesis Karina Gaitán Sandino               | 19   | 1.80 m   | Naranjo             |
| Cuba                 | Liannys Sánchez Pedroso                     | 22   | 1.70 m   | Colón               |
| El Salvador          | Génesis Margarita Fuentes Bolaños           | 22   | 1.72 m   | San Miguel          |
| España               | Raquel Ruiz Revilla                         | 22   | 1.81 m   | Zaragoza            |
| Estados Unidos       | Claribel Marie Laureano de León             | 22   | 1.65 m   | Savannah            |
| Guatemala            | María José Larrañaga Retolaza               | 24   | 1.70 m   | Ciudad de Guatemala |
| Haití                | Bayard Danourah Bien-Aime                   | 23   | 1.52 m   | Puerto Príncipe     |
| Honduras             | Kerelyne Isell Campigotti Webster           | 19   | 1.85 m   | El Progreso         |
| Italia               | Sara Croce                                  | 18   | 1.77 m   | Milán               |
| Japón                | Emiri Shimizu                               | 25   | 1.72 m   | Maebashi            |
| México               | María de Lourdes «Marilú» Acevedo Domínguez | 22   | 1.74 m   | Veracruz            |
| Nicaragua            | América Monserrath Allen Rojas              | 18   | 1.73 m   | Rivas               |
| Paraguay             | Alma María Monserrat Villagra Miranda       | 19   | 1.73 m   | Pirayú              |
| Perú                 | Melissa Gustavson Riboty                    | 19   | 1.74 m   | Lima                |
| Polonia              | Magdalena Aneta Wesołowska                  | 22   | 1.79 m   | Sosnowiec           |
| Portugal             | Ana Catarina Pereira Moreira                | 22   | 1.74 m   | Miragaia            |
| Puerto Rico          | Ciara Marie Rosendo Martínez                | 18   | 1.78 m   | Manatí              |
| República Dominicana | Jearmanda Ramos Rosario                     | 19   | 1.74 m   | Puerto Plata        |
| Uruguay              | Wendy Lehmann Pignatta                      | 19   | 1.79 m   | Montevideo          |
| Venezuela            | Ana Cristina Díaz D'Santiago                | 25   | 1.78 m   | Trujillo            |